# Dorothy Garrod
Dorothy Garrod   (Londres, 5 de maig de 1892 - Cambridge, 18 de desembre de 1968) nom abreujat d'Annie Elizabeth Dorothy Garrod, va ser una arqueòloga britànica especialitzada en el període Paleolític. Va ser la primera dona a obtenir una càtedra a la Universitat de Cambridge.

## Biografia
Nascuda a Oxford, filla del metge Sir Archibald Garrod, va estudiar entre 1922 i 1924 a les ordres d'Henri Breuil, entre 1925 i 1926 va realitzar les seves primeres excavacions a Gibraltar, on va registrar troballes neandertals a Devil's Tower i, el 1928, va encapçalar una expedició arqueològica al sud del Kurdistan. El 1949 va trobar els baixos relleus a Angles-sur-l'Anglin (Viena), al costat de Suzanne de Saint-Mathurin.
De 1929 a 1934 va participar en les excavacions de la Mont Carmel, a Israel, en col·laboració amb la paleontòloga Dorothea Bate. Els seus treballs van demostrar una llarga seqüència d'ocupació durant el Paleolític Inferior, Paleolític mitjà i Epipaleolític en coves com la de Kebara, on va treballar amb l'arqueòleg Francis Turville-Petre.
El seu treball ha ampliat la comprensió de la seqüència d'ocupació prehistòrica a la regió, encunyant termes com el de cultura natufiàna (del jaciment epònim Uadi-en-Natuf, situada cronològicament entre l'11140 i 7845 aC. aproximadament). Aquest marc cronològic establert a partir de les seves excavacions ha estat crucial per a la comprensió del període prehistòric a la zona.
Com a curiositat cal esmentar la contractació que va fer, gairebé exclusiva de dones dels llogarets propers, per realitzar les labors d'excavació.
De 1939 a 1952 va ocupar la càtedra com a professora d'Arqueologia de Cambridge, amb un petit parèntesi durant la Segona Guerra Mundial, durant el qual va servir en les forces auxiliars femenines de les Forces Aèries.

## Obra
- The Upper Paleolithic Age in Britain, 1926.
- The Paleology of South Kurdistan, 1930.
- The Stone Age of Mount Carmel, 1937.
- «Nova et Vetera: a Plea for a New Method in Paleolithic Archaeology», Proceedings of the Prehistoric Society of East Anglia.

## Galeria d'imatges

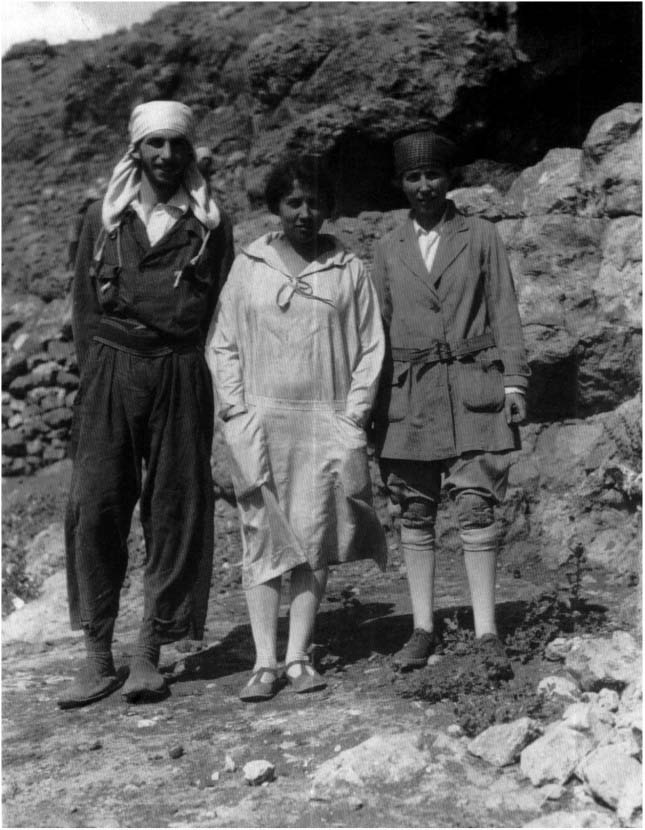
Dorothy Garrod en 1928.
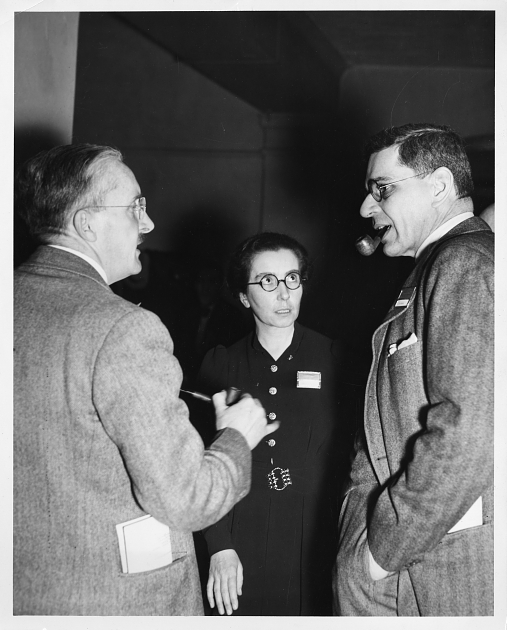
Dorothy Garrod en 1937.